# Franszyza
Franszyza (zwane klauzulą umowną) – postanowienie umowy ubezpieczenia przerzucające na ubezpieczającego część poniesionej szkody. Stosowana w ubezpieczeniach majątkowych, pozwala na obniżenie składki albo poprzez eliminację dużej liczby drobnych szkód, albo poprzez obniżenie kwoty każdego odszkodowania.
Rozróżnia się dwie franszyzy:
- integralną (inaczej warunkową) – jeżeli ubezpieczyciel odpowiada za szkody, których wartość przekracza przyjęte w umowie minimum. Jeżeli wartość szkody nie przekroczy określonego progu, całkowite skutki wypadku ubezpieczeniowego ponosi ubezpieczający. Wysokość tego minimum może być oznaczona kwotowo albo jako procent sumy ubezpieczenia. Jeżeli szkoda jest wyższa od minimum, wówczas odszkodowanie jest wypłacane.
- redukcyjną (inaczej bezwarunkową) – jeżeli ubezpieczyciel bez względu na wysokość szkody obniża odszkodowanie o część określoną w pieniądzu (wysokość franszyzy) lub jako procent sumy ubezpieczenia. Uzasadnieniem franszyzy redukcyjnej jest potrzeba wyłączenia drobnych strat niezwiązanych ze szkodami losowymi, na przykład ubytki naturalne. Pojęcie obecnie w branży ubezpieczeniowej stosowane zamiennie z udziałem własnym.